# Spedizione contro Pancho Villa
La spedizione punitiva in Messico fu un'operazione militare condotta dall'esercito degli Stati Uniti contro le forze paramilitari del generale rivoluzionario messicano Pancho Villa dal 14 marzo 1916 al 7 febbraio 1917 durante la Rivoluzione del 1910-1920.
La spedizione messicana fu l'ultima vera azione in cui venne impiegata la cavalleria montata dell'esercito degli Stati Uniti e anche la prima azione in cui vennero impiegati veicoli motorizzati.

## Storia

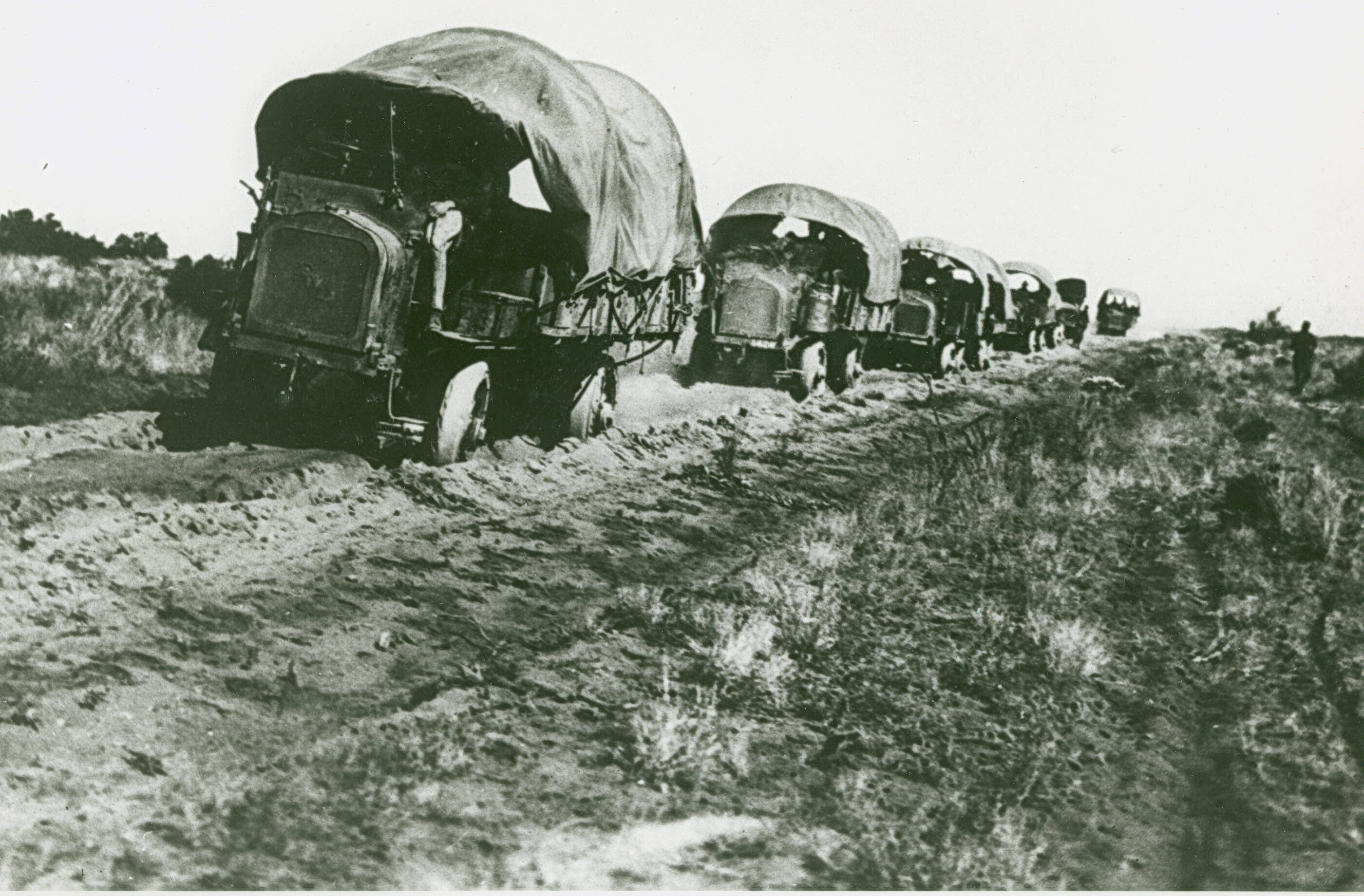
Convogli motorizzati dell'esercito statunitense durante la spedizione del 1916

La spedizione fu lanciata per ritorsione all'attacco condotto da Villa alla città di Columbus, Nuovo Messico e fu l'evento più ricordato della guerra di confine. Nonostante che le forze statunitensi fossero riuscite a localizzare e sconfiggere il corpo principale del comando di Villa, esse non furono in grado di raggiungere l'obbiettivo principale dichiarato dal presidente Thomas Woodrow Wilson, ovvero la cattura del generale per processarlo.
La ricerca attiva di Villa si concluse dopo solo un mese di combattimenti, poiché le truppe inviate da Venustiano Carranza, capo della fazione costituzionalista e dell'allora governo messicano, resistettero all'avanzata statunitense.
Le battaglie e gli scontri locali tra rivoluzionari messicani e truppe statunitensi provocarono diversi problemi sia agli invasori che agli invasi e nella tensione generale che si creò si arrivò a sfiorare la guerra diretta tra Stati Uniti e Messico. La questione fu però risolta diplomaticamente e la spedizione rimase in Messico fino al febbraio del 1917 per incoraggiare il governo di Carranza a continuare a perseguitare Villa per prevenire ulteriori incursioni oltre confine.
Le forze di spedizione statunitensi impiegate in Messico durante questo periodo presero il nome di "Forze di spedizione in Messico contro Pancho Villa"

## La spedizione

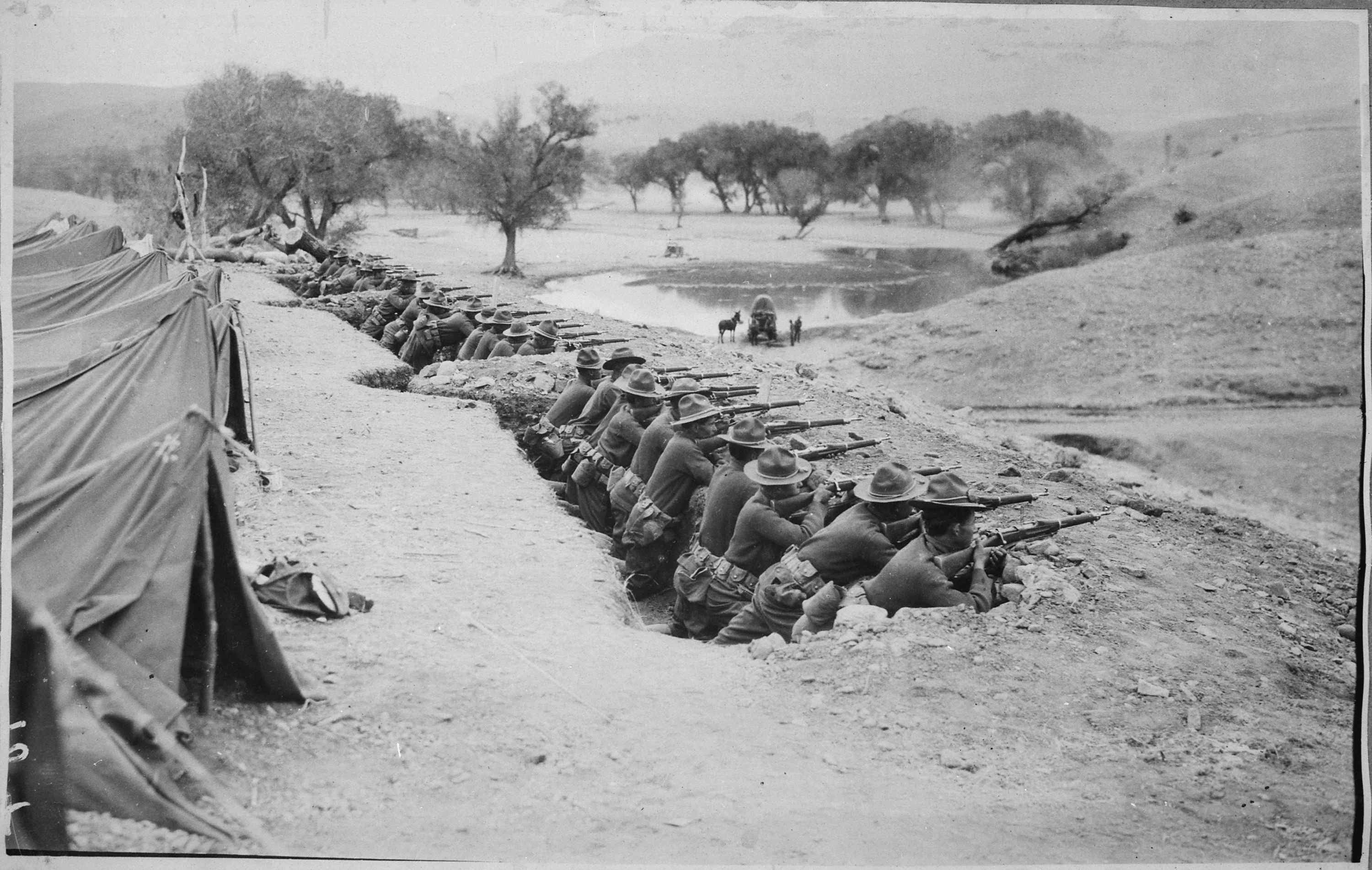
Soldati della Compagnia A del 6th Infantry Regiment dell'esercito americano appostati in una trincea a Las Cruces il 10 aprile 1916.

La spedizione iniziò ufficialmente il 14 marzo 1916. Il giorno seguente le truppe iniziali di 6600 uomini, guidate dal generale Pershing attraversarono il confine all'altezza di Columbus e sconfinarono nel Chihuahua messicano. La mobilitazione generale delle ulteriori forze statunitensi avvenne nelle ultime due settimane di marzo.
Il governo federale messicano, presieduto da Carranza, protestò contro l'invasione mentre i Villisti ribelli del settentrione iniziarono subito la guerriglia anti-statunitense. A settembre il Messico ritirò il suo ambasciatore da Washington.
La battaglia di Guerrero, combattuta il 29 marzo, fu la prima importante azione militare della spedizione, risoltasi con una pesante sconfitta per le forze del generale Villa da parte delle forze statunitensi del generale George A. Dodd.
Questi ultimi superarono Namiquipa il 24 marzo, diretti a San Diego del Monte, ma il 31 marzo, a causa di una tempesta di neve, il 10th Cavalry Regiment si perse. Il giorno seguente, il 1º aprile, le sue truppe s'imbatterono in una forza villista di 150 uomini in ritirata guidata da Francisco Beltran in un ranch vicino ad Aguacaliente. I messicani si dispersero sul crinale boscoso andando molti a ripararsi dietro un muro di pietra, ma furono successivamente dispersi dall'azione della cavalleria statunitense guidata dal maggiore Charles Young, che non subì perdite. Fu la prima volta dal 1898 che gli statunitensi compivano un assalto a cavallo e anche la prima volta che usavano le mitragliatrici per sostenere un attacco.
Intanto, dopo i fatti di Guerrero, gli statunitensi ebbero l'opportunità di sconfinare in pieno territorio messicano, ma l'avanzata subì un rallentamento con la battaglia di Parral il 12 aprile, che vide le truppe del maggiore Frank Tompkins respingere l'attacco messicano, ma che terminò con la ritirata di entrambi gli eserciti.
La battaglia di Parral segnò un punto di svolta. L'opposizione di Carranza e le proposte di pace di entrambi gli schieramenti pesavano sull'idea di evitare la guerra. Solo quattro giorni prima, l'8 aprile, il Capo di stato maggiore dell'Esercito degli Stati Uniti Hugh L. Scott aveva proposto al Segretario alla Guerra Newton Diehl Baker che Pershing avesse compiuto il suo dovere e che "non era dignitoso per gli Stati Uniti andare a caccia di un uomo in un Paese straniero". Baker era d'accordo, ma quando propose l'idea al presidente Wilson dopo i fatti di Parral egli decise di proseguire con la spedizione.
Il 22 aprile, mentre eseguivano un ordine di ritirata, le truppe del 7º Cavalleria, comandate da Dodd si scontrarono con un esercito villista di 200 uomini, guidato da Candelario Cervantes, presso il villaggio di Tomóchic. Quando gli statunitensi provarono a entrare nella cittadina i messicani iniziarono a sparare dalle colline, fermandoli. Il combattimento durò fino a sera, quando alla fine i Villisti furono costretti a ritirarsi con pesanti perdite e gli statunitensi entrarono nel villaggio avendo subito invece perdite lievi.
Il 14 maggio, nella breve battaglia di San Miguelito, il giovane ufficiale George Smith Patton, luogotenente, braccio destro di Pershing e futuro generale nella seconda guerra mondiale, montato su un'autoblindo, uccise il generale Villista Julio Cárdenas a cavallo, amico e fedele alleato di Villa, più altri due messicani. L'evento fu particolarmente significativo per Patton e da qui nacque la sua passione per i mezzi corazzati.
La battaglia di Carrizal, combattuta il 21 giugno 1916, fu il vero punto di svolta della spedizione. 

Le truppe statunitensi di Charles Trumbull Boyd si scontrarono con quelle messicane carranciste del generale Félix U. Gómez e l'avanzata fu fermata. Nella battaglia morirono, furono feriti e anche catturati moltissimi uomini con l'uccisione anche degli stessi Boyd e Gómez. Pershing, alla notizia, s'infuriò e chiese il permesso al presidente Wilson di attaccare il presidio carrancista a Chihuahua, ma Wilson, temendo una guerra con il Messico su vasta scala, declinò l'idea.
 Con la battaglia di Carrizal la ricerca effettiva di Villa si fermò e con essa lo scopo principale della spedizione. Mai come in quel momento si arrivò a un confronto diretto tra USA e Messico.
A luglio fu concordata un'Alta Commissione congiunta per i negoziati con il governo di Carranza e la prima delle 52 sessioni si tenne il 6 settembre a New London, nel Connecticut. Sebbene la commissione avesse raggiunto un accordo su tutte le questioni, i negoziati non arrivarono a un accordo formale per il ritiro delle forze statunitensi, firmato dal governo messicano. Nonostante ciò, a Pershing fu ordinato il 18 gennaio 1917 di preparare la spedizione per il ritorno negli Stati Uniti, che fu eseguito tra il 28 gennaio e il 5 febbraio. Mentre la spedizione fece una dozzina di contatti di successo con i gruppi Villisti nei primi due mesi di campagna, uccidendo molti importanti subordinati e 169 uomini di Villa, i quali avevano tutti partecipato all'attacco di Columbus, fallì nel suo obbiettivo principale di catturare il generale. Tuttavia tra la data del ritiro statunitense e il pensionamento di Villa nel 1920, le sue truppe non fecero più irruzione negli Stati Uniti.

## Conseguenze
Dopo che le forze statunitensi furono ritirate nel gennaio 1917, Pershing dichiarò pubblicamente la spedizione un successo, che alla luce delle dichiarazioni pubbliche del presidente Wilson non era chiaramente il caso, in quanto Villa sfuggì alla cattura dell'esercito statunitense. Pershing si lamentava in privato con la famiglia che Wilson aveva imposto troppe restrizioni, il che rendeva impossibile adempiere alla missione.
 Il generale statunitense rimase molto deluso dal vero esito della spedizione. 
 Durante i tre mesi di operazioni attive le forze statunitensi uccisero o catturarono 292 Villisti e s'impossessarono di 605 fucili, 5 pistole, 14 mitragliatrici e 139 cavalli e muli. La maggior parte dei cavalli e muli furono restituiti ai residenti locali e le pistole furono conservate come souvenir.
A Pershing fu permesso di portare nel Nuovo Messico 527 rifugiati cinesi che lo avevano assistito durante la spedizione nonostante il divieto d'immigrazione cinese vigente in quel momento ai sensi del Chinese Exclusion Act. Ai rifugiati cinesi noti come "I Cinesi di Pershing" fu permesso di rimanere negli Stati Uniti a patto che lavorassero sotto la supervisione dell'esercito come cuochi e servi nelle basi. Nel 1921 il Congresso approvò la Risoluzione pubblica 29 che permise loro di rimanere permanentemente nel paese alle condizioni del Geary Act del 1892. Molti di loro si stabilirono a San Antonio, in Texas.
I soldati che presero parte alla campagna contro Villa ricevettero la Mexican Service Medal.

## Ordine di battaglia
- 5th Cavalry Regiment
- 7th Cavalry Regiment
- 10th Cavalry Regiment (Buffalo Soldiers)
- 11th Cavalry Regiment
- 13th Cavalry Regiment
- 6th Infantry Regiment
- 16th Infantry Regiment
- 17th Infantry Regiment
- 24th Infantry Regiment (Buffalo Soldiers)
- 4th Field Artillery Regiment
- 6th Field Artillery Regiment
- 1st Aero Squadron
- Apache Scouts
- 2nd Massachusetts Infantry